# Allahverdi Bağırov
Allahverdi Bağırov (eingedeutscht Allahwerdi Bagirow; * 22. April 1946 in Ağdam, Aserbaidschanische Sozialistische Sowjetrepublik, UdSSR; † 12. Juni 1992 im Dorf Aranzəmin, Provinz Xocalı, Republik Aserbaidschan) war ein aserbaidschanischer Offizier, einer der ehemaligen Anführer der oppositionellen Volksfront-Partei und Nationalheld Aserbaidschans.

## Biographie
Nach sieben Töchtern kam Allahverdi (aus dem Aserbaidschanischen „Gottesgeschenk“) als letztes Kind und als ein einziger Sohn zur Welt. 1965 schloss er die allgemeinbildende Schule in seiner Geburtsstadt Ağdam ab. Bereits in Jugendjahren zeigte er große Leidenschaft für Fußball und wurde später einer der berühmtesten Fußballer (1966–1976) und danach Cheftrainer (1976–1991) von FK Qarabağ Ağdam. Von 1966 bis 1983 war Bağırov außerdem Chefcoach der Kinder- und Jugendsportschule von Ağdam.

## Beteiligung am Bergkarabachkrieg Anfang der 1990er
Mit der Zuspitzung armenisch-aserbaidschanischer Auseinandersetzungen Ende der 1980er Jahre in der Unruheregion Bergkarabach meldete sich Bağırov als Freiwilliger im Krieg gegen Armenien. Im Jahr 1990 stellte er sein eigenes Bataillon auf und spielte eine Schlüsselrolle bei der Evakuierung von über 1000 eingeschlossenen aserbaidschanischen Einwohnern aus der Stadt Xocalı (Chodschali). Beim „Massaker von Chodschali“ am 26. Februar 1992 wurden Hunderte aserbaidschanische Zivilisten von armenischen Einheiten ermordet. Ohne die von Bağırov organisierte großangelegte Rettungsaktion wäre die Opferzahl um Vielfaches höher gewesen. Beteiligt war Bağırov zudem an regelmäßigen Austauscheinsätzen von Leichen armenischer Soldaten gegen die der aserbaidschanischen Militärs.
Im Oktober 1991 bildete sich unter dem Kommando von Bağırov und seinem Bruder Eldar die ersten militärischen Verbände der Aserbaidschanischen Streitkräfte. Diese konzentrierten sich bei Kämpfen hauptsächlich auf die Verteidigung von Ağdam gegen armenische Übergriffe.

## Tod
Kurz vor Beginn der „Operation Goranboy“ durch aserbaidschanische Truppen führten Bağırovs Militärs Anfang Juni 1992 einige erfolgreiche Militäroperationen im Osten von Bergkarabach durch und nahmen mehrere Ortschaften in unmittelbarer Nähe der Provinzhauptstadt Stepanakert/Xankəndi ein. Doch auf der Rückkehr aus einem Einsatz fuhr sein UAZ-Fahrzeug am 12. Juni im Dorf Aranzəmin (eingedeutscht Aransämin) auf eine Panzerabwehrmine und explodierte. Von den fünf im Auto befindlichen Personen kamen zwei, Bağırov und der Fahrer, ums Leben. Er wurde auf der Märtyrerallee von Ağdam beigesetzt. Nach der Besetzung von Ağdam durch armenische Truppen im Juli 1993 wurde der Friedhof wie die gesamte Stadt von Armeniern komplett zerstört.
Per Beschluss des Präsidenten Aserbaidschans Əbülfəz Elçibəy vom 24. Februar 1993 wurde Bağırov posthum zum Nationalhelden Aserbaidschans erklärt.